# De glazen stolp
De glazen stolp (oorspronkelijke titel The Bell Jar) is een semiautobiografische Amerikaanse roman, geschreven door Sylvia Plath, en daarmee een van de zeldzame bildungsromans (coming-of-agenovels) over en door een vrouw.

## Thematiek
Het boek wordt vaak beschouwd als een sleutelroman, waarbij het verhaal van de jonge protagoniste die langzaam afglijdt naar een depressie parallel verloopt met Plaths eigen ervaringen. Het is tevens en vooral een verhaal over de moeizame volwassenwording van een jonge vrouw, een coming-of-agenovel.
De glazen stolp gaat over Esther Greenwood en het proces van haar toenemende vereenzaming en vervreemding. Het is de enige roman die Plath schreef. Het boek werd vlak na haar dood in 1963 uitgegeven, oorspronkelijk onder het pseudoniem Victoria Lucas. In 1979 werd er een film naar het boek gemaakt, met de titel The Bell Jar.

## Synopsis
De korte, sterk autobiografische roman beschrijft zes maanden uit het leven van hoofdpersoon Esther Greenwood. Het jaar is 1953. In het begin van het boek maakt de lezer kennis met Esther, een overijverige universiteitsstudent, die een ongelukkige zomer meemaakt als gastuitgever voor een modeblad in New York. Na beëindiging van haar stage keert ze terug naar huis om samen te gaan leven met haar moeder. Ze zinkt echter steeds verder weg in een depressie, wordt door een psychiater doorgestuurd naar een psychiatrische staatskliniek waar ze een serie zeer slecht toegepaste elektroshocks krijgt. Eenmaal weer thuis doet ze een zelfmoordpoging en komt hierna terecht in een privékliniek waar ze eindelijk een goede behandeling krijgt van de vrouwelijke psychiater dokter Nolan. Aan het slot van het boek wordt ze, een beetje hersteld, uit de kliniek ontslagen. Ze moet nu terug naar de wereld van alledag.

## Publicatie
Plath begon waarschijnlijk aan The Bell Jar in de lente van 1961 en had het boek in augustus voltooid. The Bell Jar werd in Londen gepubliceerd in januari 1963 onder het pseudoniem Victoria Lucas. Plath had voor een pseudoniem gekozen om de mensen die ze in de roman portretteerde te beschermen, en ook omdat ze onzeker was over de literaire verdienste van de roman. The Bell Jar verscheen dan in 1966 onder haar eigen naam in Engeland, en ondanks de tegenwerpingen van haar moeder ook in 1971 in de Verenigde Staten.

## Receptie
The Bell Jar ontving maar matige kritieken maar wordt nog steeds gewaardeerd als een aangrijpende coming-of-ageroman. Plath blijft in de eerste plaats bekend als een uitstekend dichteres en niet zozeer als romanschrijfster.

## Trivia
- De glazen stolp opent met de zin It was a queer, sultry summer, the summer they electrocuted the Rosenbergs, and I didn't know what I was doing in New York, verwijzend naar de terechtstelling van Julius en Ethel Rosenberg in 1951, en naar de elektroshocks die ze zelf zal ondergaan.